# Sci Fiction
Sci Fiction var en amerikansk science fiction-tidskrift publicerad på nätet. Nättidskriften startades 2000 av Sci-Fi Channel med Ellen Datlow som redaktör. Samma år publicerade den Linda Nagatas "Goddesses", som kom att vinna Nebulapriset för bästa kortroman, vilket var första gången priset gick till ett verk publicerat på nätet. Datlow tilldelades Hugopriset för bästa professionella redaktör 2002 och 2005; 2003 var Nebulaprisvinnarna i såväl novell- som långnovellkategorin ("What I Didn't See" av Karen Joy Fowler respektive "The Empire of Ice Cream" av Jeffrey Ford) publicerade på Sci Fiction. 2005 beslutade ändå Sci-Fi Channel att lägga ned tidskriften.